# Ligat ha'Al (baloncesto) 2014-15
La Ligat ha'Al 2014-15 fue la edición número 61 de la Ligat ha'Al, la máxima competición de baloncesto de Israel. La temporada regular comenzó el 12 de octubre de 2014 y acabó el 25 de junio de 2015. El campeón fue el Hapoel Jerusalem, que lograba su primer título, mientras que el Hapoel Gilboa Galil descendió a la Liga Leumit.

## Equipos Temporada 2014/15
| Equipo                | Ciudad                  | Estadio                | Capacidad |
| --------------------- | ----------------------- | ---------------------- | --------- |
| Bnei Herzliya         | Herzliya                | HaYovel Herzliya       | 1,500     |
| Hapoel Eilat          | Eilat                   | Begin Arena            | 1,490     |
| Hapoel Gilboa Galil   | Gilboa Regional Council | Gan Ner Sports Hall    | 2,100     |
| Hapoel Holon          | Holon                   | Holon Toto Hall        | 5,500     |
| Hapoel Jerusalem      | Jerusalem               | Jerusalem Payis Arena  | 11,000    |
| Hapoel Tel Aviv       | Tel Aviv                | Drive in Arena         | 3,504     |
| Ironi Nahariya        | Nahariya                | Ein Sarah              | 2,500     |
| Ironi Nes Ziona       | Nes Ziona               | Lev Hamoshava          | 1,300     |
| Maccabi Ashdod        | Ashdod                  | HaKiriya Arena         | 2,200     |
| Maccabi Haifa         | Haifa                   | Romema Arena           | 5,000     |
| Maccabi Rishon LeZion | Rishon LeZion           | Beit Maccabi Rishon    | 2,500     |
| Maccabi Tel Aviv      | Tel Aviv                | Menora Mivtachim Arena | 10,383    |

## Resultados

### Temporada regular
|     | Equipo                | PJ | G  | P  | PF   | PC   | Dp   | Pts |
| --- | --------------------- | -- | -- | -- | ---- | ---- | ---- | --- |
| 1.  | Maccabi Tel Aviv      | 33 | 27 | 6  | 2867 | 2611 | +256 | 60  |
| 2.  | Hapoel Jerusalem      | 33 | 25 | 8  | 2794 | 2427 | +367 | 58  |
| 3.  | Hapoel Holon          | 33 | 17 | 16 | 2675 | 2669 | +6   | 50  |
| 4.  | Hapoel Eilat          | 33 | 17 | 16 | 2718 | 2708 | +10  | 50  |
| 5.  | Maccabi Haifa         | 33 | 17 | 16 | 2655 | 2668 | -13  | 50  |
| 6.  | Maccabi Rishon LeZion | 33 | 17 | 16 | 2643 | 2621 | +22  | 50  |
| 7.  | Hapoel Tel Aviv       | 33 | 17 | 16 | 2674 | 2591 | +83  | 50  |
| 8.  | Ironi Nes Ziona       | 33 | 15 | 18 | 2647 | 2705 | -58  | 48  |
| 9.  | Bnei Herzliya         | 33 | 14 | 19 | 2826 | 2850 | -24  | 47  |
| 10. | Ironi Nahariya        | 33 | 12 | 21 | 2634 | 2855 | -221 | 45  |
| 11. | Maccabi Ashdod        | 33 | 11 | 22 | 2650 | 2799 | -149 | 44  |
| 12. | Hapoel Gilboa Galil   | 33 | 9  | 24 | 2518 | 2797 | -279 | 42  |

|  | Clasificados para playoffs |
|  | Desciende a Liga Leumit    |

### Playoffs
|  | Cuartos de final 16–31 de mayo | Cuartos de final 16–31 de mayo | Cuartos de final 16–31 de mayo | Cuartos de final 16–31 de mayo |                    |                    | Semifinales 3–18 de junio | Semifinales 3–18 de junio | Semifinales 3–18 de junio | Semifinales 3–18 de junio |  |  | Finales 22–25 de junio | Finales 22–25 de junio | Finales 22–25 de junio | Finales 22–25 de junio |
|  |                                |                                |                                |                                |                    |                    |                           |                           |                           |                           |  |  |                        |                        |                        |                        |
|  |                                |                                |                                |                                |                    |                    |                           |                           |                           |                           |  |  |                        |                        |                        |                        |
|  |                                |                                |                                |                                |                    |                    |                           |                           |                           |                           |  |  |                        |                        |                        |                        |
|  | 1 Maccabi Tel Aviv             | 1 Maccabi Tel Aviv             | 1 Maccabi Tel Aviv             | 3                              |                    |                    |                           |                           |                           |                           |  |  |                        |                        |                        |                        |
|  | 1 Maccabi Tel Aviv             | 1 Maccabi Tel Aviv             | 1 Maccabi Tel Aviv             | 3                              |                    |                    |                           |                           |                           |                           |  |  |                        |                        |                        |                        |
|  | 8 Ironi Nes Ziona              | 8 Ironi Nes Ziona              | 8 Ironi Nes Ziona              | 0                              |                    |                    |                           |                           |                           |                           |  |  |                        |                        |                        |                        |
|  | 8 Ironi Nes Ziona              | 8 Ironi Nes Ziona              | 8 Ironi Nes Ziona              | 0                              | 1 Maccabi Tel Aviv | 1 Maccabi Tel Aviv | 1 Maccabi Tel Aviv        | 2                         |                           |                           |  |  |                        |                        |                        |                        |
|  |                                |                                |                                |                                | 1 Maccabi Tel Aviv | 1 Maccabi Tel Aviv | 1 Maccabi Tel Aviv        | 2                         |                           |                           |  |  |                        |                        |                        |                        |
|  |                                | 4 Hapoel Eilat                 | 4 Hapoel Eilat                 | 4 Hapoel Eilat                 | 3                  |                    |                           |                           |                           |                           |  |  |                        |                        |                        |                        |
|  | 4 Hapoel Eilat                 | 4 Hapoel Eilat                 | 4 Hapoel Eilat                 | 4 Hapoel Eilat                 | 3                  | 3                  |                           |                           |                           |                           |  |  |                        |                        |                        |                        |
|  | 4 Hapoel Eilat                 | 4 Hapoel Eilat                 | 4 Hapoel Eilat                 |                                |                    |                    |                           |                           |                           |                           |  |  |                        |                        |                        |                        |
|  | 5 Maccabi Haifa                | 5 Maccabi Haifa                | 5 Maccabi Haifa                | 2                              |                    |                    |                           |                           |                           |                           |  |  |                        |                        |                        |                        |
|  | 5 Maccabi Haifa                | 5 Maccabi Haifa                | 5 Maccabi Haifa                | 2                              | 4 Hapoel Eilat     | 65                 | 68                        | 133                       |                           |                           |  |  |                        |                        |                        |                        |
|  |                                |                                |                                |                                | 4 Hapoel Eilat     | 65                 | 68                        | 133                       |                           |                           |  |  |                        |                        |                        |                        |
|  |                                | 2 Hapoel Jerusalem             | 80                             | 88                             | 168                |                    |                           |                           |                           |                           |  |  |                        |                        |                        |                        |
|  | 2 Hapoel Jerusalem             | 2 Hapoel Jerusalem             | 2 Hapoel Jerusalem             | 88                             | 168                | 3                  |                           |                           |                           |                           |  |  |                        |                        |                        |                        |
|  | 2 Hapoel Jerusalem             | 2 Hapoel Jerusalem             | 2 Hapoel Jerusalem             |                                |                    |                    |                           |                           |                           |                           |  |  |                        |                        |                        |                        |
|  | 7 Hapoel Tel Aviv              | 7 Hapoel Tel Aviv              | 7 Hapoel Tel Aviv              | 0                              |                    |                    |                           |                           |                           |                           |  |  |                        |                        |                        |                        |
|  | 7 Hapoel Tel Aviv              | 7 Hapoel Tel Aviv              | 7 Hapoel Tel Aviv              | 0                              | 2 Hapoel Jerusalem | 2 Hapoel Jerusalem | 2 Hapoel Jerusalem        | 3                         |                           |                           |  |  |                        |                        |                        |                        |
|  |                                |                                |                                |                                | 2 Hapoel Jerusalem | 2 Hapoel Jerusalem | 2 Hapoel Jerusalem        | 3                         |                           |                           |  |  |                        |                        |                        |                        |
|  |                                | 4 Maccabi Rishon LeZion        | 4 Maccabi Rishon LeZion        | 4 Maccabi Rishon LeZion        | 0                  |                    |                           |                           |                           |                           |  |  |                        |                        |                        |                        |
|  | 3 Hapoel Holon                 | 3 Hapoel Holon                 | 3 Hapoel Holon                 | 4 Maccabi Rishon LeZion        | 0                  | 1                  |                           |                           |                           |                           |  |  |                        |                        |                        |                        |
|  | 3 Hapoel Holon                 | 3 Hapoel Holon                 | 3 Hapoel Holon                 |                                |                    |                    |                           |                           |                           |                           |  |  |                        |                        |                        |                        |
|  | 6 Maccabi Rishon LeZion        | 6 Maccabi Rishon LeZion        | 6 Maccabi Rishon LeZion        | 3                              |                    |                    |                           |                           |                           |                           |  |  |                        |                        |                        |                        |
|  | 6 Maccabi Rishon LeZion        | 6 Maccabi Rishon LeZion        | 6 Maccabi Rishon LeZion        | 3                              |                    |                    |                           |                           |                           |                           |  |  |                        |                        |                        |                        |

#### Cuartos de final
Los cuartos de final se jugaron al mejor de 5 partidos. El equipo con mejor posición al término de la temporada regular acogería los partidos 1,3 y 5 (si fueran necesarios), mientras que el equipo peor clasificado lo haría con los partidos 2 y 4.
| Equipo #1            | Final | Equipo #2                 | Partido 1 16–18 mayo | Partido 2 20–21 mayo | Partido 3 24–25 mayo | Partido 4 27–28 mayo | Partido 5 30–31 mayo |
| -------------------- | ----- | ------------------------- | -------------------- | -------------------- | -------------------- | -------------------- | -------------------- |
| Maccabi Tel Aviv (1) | 3-0   | (8) Ironi Nes Ziona       | 89-88                | 75-56                | 90-73                |                      |                      |
| Hapoel Jerusalem (2) | 3-0   | (7) Hapoel Tel Aviv       | 75-67                | 98-83                | 77-73 (Pr.)          |                      |                      |
| Hapoel Holon (3)     | 1-3   | (6) Maccabi Rishon LeZion | 76-80 (Pr.)          | 73-79                | 83-64                | 81-93                |                      |
| Hapoel Eilat (4)     | 3-2   | (5) Maccabi Haifa         | 95-74                | 68-76                | 85-79                | 62-69                | 85-75                |

#### Semifinales
Las semifinales se jugaron al mejor de 5 partidos. El equipo con mejor posición al término de la temporada regular acogería los partidos 1,3 y 5 (si fueran necesarios), mientras que el equipo peor clasificado lo haría con los partidos 2 y 4.
| Equipo #1            | Final | Equipo #2                 | Partido 1 3–4 junio | Partido 2 7–8 junio | Partido 3 10–11 junio | Partido 4 14–15 junio | Partido 5 17–18 junio |
| -------------------- | ----- | ------------------------- | ------------------- | ------------------- | --------------------- | --------------------- | --------------------- |
| Maccabi Tel Aviv (1) | 2-3   | (4) Hapoel Eilat          | 91-82               | 86-64               | 98-104 (Pr.)          | 79-92                 | 76-79                 |
| Hapoel Jerusalem (2) | 3-0   | (6) Maccabi Rishon LeZion | 81-73               | 76-75               | 90-74                 |                       |                       |

#### Finales
Las series finales se jugaron en formato de partido ida y vuelta, acumulándose los marcadores para determinar el campeón, por lo que fue válido el empate en uno de los partidos en caso de que se hubiera producido.
| Equipo #1        | Final   | Equipo #2            | Partido 1 22 de junio | Partido 2 25 de junio |
| ---------------- | ------- | -------------------- | --------------------- | --------------------- |
| Hapoel Eilat (4) | 133-168 | (2) Hapoel Jerusalem | 65-80                 | 68-88                 |

#### Partido 1
| 22 de junio de 2015 | Hapoel Eilat                                | 65–80                                 | Hapoel Jerusalem                            |                                                      |  |
| 21:00               | Parciales: 22-25, 14-19, 16-20, 13-16       | Parciales: 22-25, 14-19, 16-20, 13-16 | Parciales: 22-25, 14-19, 16-20, 13-16       |                                                      |  |
|                     | Estadísticas Uter 16 Uter, Kadir 8 Nissim 7 | Reporte Pts Reb Asts                  | Estadísticas Wright 18 Thompson 7 Eliyahu 7 | Pabellón: Begin Arena Asistencia: 1,300 espectadores |  |

#### Partido 2
| 25 de junio de 2015 | Hapoel Jerusalem                                        | 88–68                                 | Hapoel Eilat                             |                                                           |  |
| 21:00               | Parciales: 20-26, 16-18, 27-10, 25-14                   | Parciales: 20-26, 16-18, 27-10, 25-14 | Parciales: 20-26, 16-18, 27-10, 25-14    |                                                           |  |
|                     | Estadísticas Smith, Wright 20 Smith 10 Smith, Eliyahu 6 | Reporte Pts Reb Asts                  | Estadísticas Uter 17 Uter 11 Berkowitz 5 | Pabellón: Jerusalem Arena Asistencia: 11,600 espectadores |  |

## Galardones

### MVP de la temporada regular
- Lior Eliyahu (Hapoel Jerusalem)

### Mejor quinteto de la Ligat ha'Al
- Khalif Wyatt (Hapoel Eilat)
- Shawn Dawson (Maccabi Rishon LeZion)
- Devin Smith (Maccabi Tel Aviv)
- Lior Eliyahu (Hapoel Jerusalem)
- Ike Ofoegbu (Maccabi Haifa)

### Entrenador del Año
- Danny Franco (Hapoel Jerusalem)

### Estrella emergente
- Shawn Dawson (Maccabi Rishon LeZion)

### Mejor defensor
- Brian Randle (Maccabi Tel Aviv)

### Jugador más mejorado
- Robert Rothbart (Ironi Nahariya)

### Mejor sexto hombre
- Tony Gaffney (Hapoel Jerusalem)